# Jefferson Airplane (album)
Jefferson Airplane è l'ottavo e ultimo album in studio pubblicato dall'omonimo gruppo musicale nel 1989.

## Storia
Marty Balin, Paul Kantner, Grace Slick, Jorma Kaukonen, e Jack Casady, che avevano suonato insieme negli album Surrealistic Pillow, After Bathing at Baxter's, Crown of Creation e Volunteers, si riunirono insieme per produrre l'album e partecipare al tour di supporto al disco, solo Spencer Dryden non venne invitato a partecipare in quanto Kantner provava ancora del rancore verso di lui per il ruolo giocato da Dryden nel licenziamento di Bill Graham come manager della band nel 1968. Kenny Aronoff si unì al gruppo in qualità di batterista al suo posto.
Prima della reunion, Paul Kantner, Marty Balin, e Jack Casady avevano suonato insieme nella KBC Band ed inciso l'album KBC Band nel 1986. Grace Slick aveva recentemente lasciato gli Starship nel 1987, con in mente l'idea di ritirarsi dal mondo della musica. Jorma Kaukonen si dedicava alla sua carriera solista e suonava dal vivo con Jack Casady negli Hot Tuna. Kanter lasciò la KBC Band nel 1987 per unirsi agli Hot Tuna on stage nel tour del 1987-1988. Kaukonen invitò la Slick a suonare in concerto al Fillmore con gli Hot Tuna nel 1988, e lei cantò le armonie vocali nel pezzo Third Week in the Chelsea e la voce solista insieme a Kantner in Wooden Ships. Nel 1989, anche la Slick venne convinta ad unirsi alla band e i cinque membri originali del gruppo si misero finalmente a discutere il tour della reunion e l'incisione di un nuovo album (il primo album in studio di materiale originale sin dal 1972).
L'album venne prodotto da Ron Nevison, che aveva precedentemente prodotto Freedom at Point Zero, Modern Times, e Nuclear Furniture dei Jefferson Starship. Kantner contribuì con la canzone Planes.

## Tracce
1. Planes (Experimental Aircraft) (Kantner) – 4:26
2. Freedom (Slick) – 4:54
3. Solidarity (Brecht, Balin, Cummings) – 5:08
4. Madeleine Street (Kantner, Balin) – 4:15
5. Ice Age (Kaukonen) – 4:16
6. Summer of Love (Balin) – 4:15
7. The Wheel (For Nora and Nicaragua) (Kantner) – 6:08
8. Common Market Mardrigal (Slick) – 2:46
9. True Love (Porcaro, Paich) – 3:43
10. Upfront Blues (Kaukonen) – 2:02
11. Now Is the Time (Slick) – 4:53
12. Too Many Years (Kaukonen) – 4:10
13. Panda (Slick) – 3:37

## Formazione
Jefferson Airplane
- Grace Slick — voce, tastiere
- Paul Kantner — voce, chitarra ritmica
- Marty Balin — voce
- Jack Casady — basso
- Jorma Kaukonen — chitarre, voce

Crediti
- Ron Nevison, Greg Edward — produttore, ingegnere del suono
- Jefferson Airplane — produttore

Musicisti aggiuntivi
- Kenny Aronoff — batteria, percussioni
- David Paich — tastiere
- Michael Landau — chitarre
- Nicky Hopkins — tastiere
- Flo & Eddie — armonie vocali
- Charles Judge — tastiere
- Efrain Toro — percussioni
- Peter Kaukonen — chitarre
- Mike Porcaro — basso
- Steve Porcaro — programmazione tastiere